# کوان هیوک-بین
کوان هیوک-بین (انگلیسی: Kwon Hyuk-bin) کارآفرین و سرمایه‌دار اهل کره جنوبی است.